# Ян Пу
Ян Пу (кит. трад. 楊璞, упр. 杨璞, пиньинь Yáng Pú; род. 30 марта 1978, Пекин) — китайский футболист, защитник, выступал за сборную Китая.

## Клубная карьера
Ян Пу начал свою профессиональную футбольную карьеру в «Бэйцзин Гоань» в сезоне 1998/99. За счет своей универсальности он мог играть как и в защите, так и в полузащите, за что и стал часто выходить в основном составе клуба. Несмотря на то, что клуб менял главных тренеров Ян Пу оставался незаменимым игроком в основе. В 2003 году он помог клубу стать обладателем Кубка Китайской футбольной ассоциации. Из-за его преданности к клубу в 2007 году он был назначен капитаном команды, но из-за травмы он редко появлялся на поле. В конце 2009 года Ян Пу завершил карьеру игрока из-за травмы правого колена, однако это ему не помешало помочь «Гоанью» стать чемпионом Китая.

## Карьера за сборную
Дебют за сборную Китая состоялся 3 августа 2001 года в товарищеском матче против сборной КНДР (2-2). Хоть он и играл на левой стороне защиты/полузащиты, в сборной Ян Пу использовался на различных позициях. Этот фактор ему позволил часто вызываться в сборную. Он был вызван в сборную на чемпионат мира 2002 года в Южной Корее/Японии. На «мундиале» принял участие в двух матчах: против Бразилии и Турции. с прибытием в сборную таких игроков, как Сун Сяна и Ян Сонга, Ян Пу был посажен на скамейку запасных. Последний матч за Китай провёл 13 октября 2004 года в матче квалификации на чемпионат мира 2006 года против Кувейта (0-1).

## Персональная жизнь
Его отец родом из Северной Кореи, а мать — из Китая.

## Достижения
- Чемпион Китая: 2009
- Обладатель Кубка Китайской футбольной ассоциации: 2003